# 岛海桐科
岛海桐科（学名：Alseuosmiaceae）又名假海桐科，共有5属10-11种，分布在新西兰、新喀里多尼亚和澳大利亚的部分地区。
本科植物为灌木；单叶互生，无托叶；花两性，单生；果实为浆果。
1981年的克朗奎斯特分类法将其列在蔷薇目中，1998年根据基因亲缘关系分类的APG 分类法认为应该放在菊目中。